# 全听写

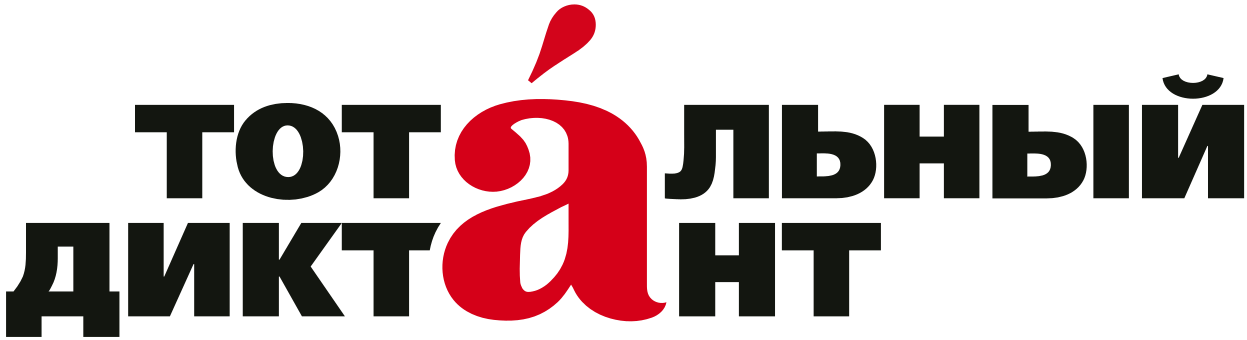
“全听写”的俄语标志

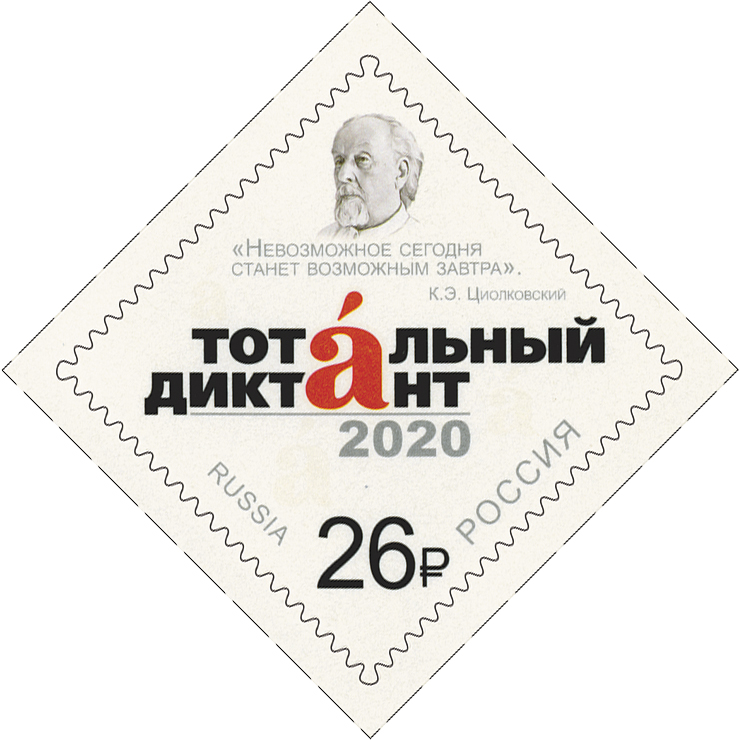
2020年俄罗斯邮票，上有康斯坦丁·齐奥尔科夫斯基名言

全听写（俄语：тота ́льный диктант）是由俄罗斯和其他一些国家举办一种年度听写比赛，自2004年举办至今，旨在提高社会识字率。
赛事主要面向希望测试自己母语水平的人，以俄语为主，但也开展其他语言的竞赛。赛事的参与者遍布诸多领域，既包括文学大师也有当代作家。主办方亦会邀请一些有名的文学界人士来朗读试题。

## 赛事目的
- 普及拼写和规范使用标点的重要性；
- 引起媒体和社会对语言知识问题的关注；
- 为所有希望检验自己语言水平的人提供良好氛围和机会；
- 讨论听写结果，分析语法错误，提高公众语言水平；
- 讲解俄语文法难点；
- 调查社会识字率[2]

## 赛事规则
根据赛事官网，其理念如下：
- 自愿参与
- 友善对待
- 人人可参与
- 禁止在测试中提及自己的姓名
- 由有资历的语言学者判卷
- 开始考试的时间、听写文本、准则和评判标准均一致[3]